# استان قسنطینه
| استان ادرار             | استان ادرار        |
| ----------------------- | ------------------ |
|                         |                    |
| Algeria-Constantine.png |                    |
| کشور                    | الجزایر            |
| مساحت                   | ۲٬۱۸۷ کیلومتر مربع |
| جمعیت                   |                    |
| جمعیت                   | ۹۴۳٬۱۱۲            |
| تراکم جمعیت             | ۴۳۱٫۲/کیلومتر مربع |
| شمارگان                 |                    |
| شمارهٔ استان             | ۲۵                 |
| پیش‌شمارهٔ تلفنی          | ۰۳۱                |
| تعداد فرمانداری‌ها       | ۶                  |
| تعداد شهرستان‌ها         | ۱۲                 |
| کد پستی                 |                    |

نام استان بیست و پنجم کشور الجزایر است.